# Botryoderma rostratum
Botryoderma rostratum är en svampart som beskrevs av Papendorf & H.P. Upadhyay 1969. Botryoderma rostratum ingår i släktet Botryoderma, divisionen sporsäcksvampar och riket svampar.   Inga underarter finns listade i Catalogue of Life.